# Louise Minchin
Louise Mary Minchin (Hong Kong; 8 de septiembre de 1968) es una periodista británica y presentadora de noticias que actualmente trabaja como autónoma en la BBC.
Desde 2006, Minchin ha sido una presentadora regular en el programa Breakfast de BBC One, actualmente copresentando el programa tres días por semana junto a Dan Walker. El 8 de junio de 2021, Minchin anunció en directo que abandonaría BBC Breakfast "después del verano" tras 20 años presentándolo.
Desde 2009 hasta 2012, Minchin copresentó Real Rescues con Nick Knowles y Chris Hollins. Ha aparecido en The One Show varias veces desde 2010.

## Primeros años
Minchin nació en 1968 bajo, bautizada Louise Mary Grayson, en el Hong Kong británico. Fue educada en la St Mary's School, Ascot, y tiene un grado en español de la Universidad de St Andrews. Estudió periodismo en la Universidad de Londres de Comunicación.

## Carrera
Minchin ha trabajado para la sección latinoamericana del Servicio Mundial de la BBC durante un año en Argentina, en el programa Today y en varias estaciones radiofónicas locales como Five. En 2006, visitó el país en un autobús modificado, conociendo a fanes de Inglaterra, como parte de la cobertura de la Copa Mundial de Fútbol para BBC News.
Empezó a trabajar en Radio 5 Live en 1998, y se casó con David Minchin el mismo año. Presentó muchos de los programas principales de la estación, incluyendo Drive and Breakfast. Entre septiembre de 2003 y abril de 2012, fue una presentadora regular de la BBC News Channel, trabajando inicialmente junto a Jon Sopel de las 7 p. m. a las 10 p. m.. Luego pasó a presentar de 2 p. m. a 5 p. m., también con Sopel, compartiendo este cambio con Emily Maitlis. Era también uno de los presentadores de relevo principales para la BBC News at One hasta abril de 2012.
En 2006 y 2007, Minchin fue una presentadora de relevo en BBC Breakfast mientras Kate Silverton cubría las noticias junto al presentador principal Sian Williams. Después de que Williams regresara, pasó a copresentar el programa, y desde mayo de 2009 hasta abril de 2012 era la presentadora de fin de semana regular del programa. En diciembre de 2011, la BBC anunció que Minchin reemplazaría Williams como presentadora principal de BBC Breakfast junto con Bill Turnbull y Charlie Stayt cuándo el programa se trasladó a Salford. La primera edición fue presentada el martes 10 de abril de 2012. El martes 8 de junio de 2021, anunció en directo en BBC Breakfast que abandonaría su puesto ese año para concentrarse en otros intereses.
Desde 21 de abril de 2008, Minchin presentó un programa llamado Missing Live junto con Rav Wilding. El programa se emitió a las 9:15 a. m. después de BBC Breakfast en BBC One durante 4 semanas. El programa regresó para una segunda emisión de cuatro semanas desde 16 de marzo de 2009, y otra vez en marzo de 2010.
Minchin Y Colin Jackson presentaron el espectáculo de mañana de domingo Sunday Life en BBC One en 2008.
Desde el 2 de noviembre de 2009, Minchin presentó cuatro semanas de emisiones vivas de Real Rescues junto con Nick Knowles.
Minchin también presentó In the Know, un programa de deportes de la BBC las mañanas del sábado en BBC One durante los Juegos Olímpicos de Atenas 2004 junto al copresentador John Inverdale.
En abril de 2010, Minchin copresentó The One Show durante una semana con Chris Hollins mientras los anfitriones regulares Adrian Chiles y Christine Bleakley no estaban presentes. Lo presentó de nuevo cuándo el programa se volvió a emitir en julio de 2010 durante dos semanas junto a Matt Baker y un episodio con Matt Allwright.
Minchin Y Gethin Jones presentaron la serie documental Crime and Punishment, el cual empezó en BBC One el 12 de marzo de 2012.
Durante un periodo de noviembre de 2012, Minchin fue una copresentadora del programa Drive  de Radio 5 Live con Peter Allen. Ha trabajado como una presentadora ocasional del Programa You and Yours de BBC Radio 4.
Minchin se representó a sí misma leyendo las noticias en tres serie de la BBC: el drama de espías Spooks, el drama policíaco Silent Witness y la miniserie Children of Earth de Torchwood.
En 2016, Minchin compitió en Celebrity MasterChef  en BBC One y acabó segunda.
En junio de 2021, la BBC anunció que Minchin dejaría BBC Breakfast después de casi 20 años como presentadora principal del programa.

## Premios
En marzo de 2014 la Universidad de Chester le otorgó una mención honorífica en las letras.

## Vida personal
Louise se casó con David Minchin el 6 de junio de 1998. La pareja tiene dos hijas, Scarlett y Mia, y viven cerca de Chester.
Es una triatleta amateur y un miembro del Grupo de Edad de Triatlón de Gran Bretaña  2015 (45–49 años). Compitió en el evento de distancia estándar (1500 m de natación, 40 km en bici y  10 km a pie) en los Campeonatos Mundiales de Triatlón en Chicago el 19 de septiembre de 2015. Se calificó para el equipo en el Triatlón de Dambuster en Rutland Water el 15 de junio de 2015. Acabó 71.ª entre los 78 atletas que alcanzaron la meta en los ITU World Championships.
En 2019, Minchin habló sobre la menopausia, describiendo su experiencia habiendo padecido sofocos en el plató de BBC Breakfast, lo que hizo que se tuviese que bajar la temperatura.

### Caridad
Minchin es una seguidora de SOS Children's Villages, una caridad internacional que proporciona casas y madres para niños abandonados y huérfanos.
También ha participado en "Around the World in 80 days" para Children in Need.
Es también una seguidora de la caridad Missing People, que proporciona apoyo a niños desaparecidos y adultos vulnerables.